# Szakal złocisty
Szakal złocisty (Canis aureus) – gatunek drapieżnego ssaka z rodziny psowatych (Canidae), rodzaju wilków. Występuje w południowo-wschodniej Europie i południowej Azji do Mjanmy. Jest największym szakalem i jedynym występującym poza obszarem Afryki. W roku 2015 odnotowano jego obecność także w Polsce. Liczba osobników z tego gatunku stale rośnie.

## Występowanie
Szakal złocisty jest uznawany za gatunek rodzimy w pasie od Bałkanów po Indochiny, obejmując Bliski Wschód. Wędrowne osobniki spotykane są również poza stałym zasięgiem. Dane paleontologiczne sugerują, że szakal nie występował w Europie przed holocenem. Europejska populacja przez długi czas ograniczona była do południowo-wschodnich krańców kontynentu. W czasach historycznych notowana była głównie na Bałkanach w strefie wybrzeży Adriatyku, Morza Czarnego i mórz oblewających Grecję. Od połowy XIX w. jej zasięg rozszerza się wzdłuż Dunaju, sięgając już wówczas Węgier. W XX w. ekspansja szakala objęła początkowo resztę Bałkanów, a od połowy wieku Europę Środkową. Jej kolejna fala nastąpiła w latach 80. XX w. Na początku XXI w. stały zasięg na północnym zachodzie sięga Włoch i Austrii. Przez Węgry, Rumunię (głównie w dolinie Dunaju) i Mołdawię sięga po czarnomorskie wybrzeże Ukrainy i Rosji aż do Morza Kaspijskiego i Kaukazu, gdzie łączy się z populacją azjatycką. Przerwy w stałym zasięgu występują głównie w głębi lądu na Bałkanach. Jednocześnie poza stałym zasięgiem mniej lub bardziej regularnie notowane są pojedyncze osobniki w takich krajach, jak: Szwajcaria, Niemcy, Czechy, Słowacja, Polska, Białoruś, Litwa, Łotwa i Estonia. Wędrowne osobniki są spotykane również w krajach objętych stałym zasięgiem na terenach pomiędzy jego zwartym obszarem. W Polsce pojedyncze osobniki zostały zaobserwowane i sfotografowane wiosną 2015 r. Miało to miejsce w dolinie Biebrzy oraz w pobliżu Białej Podlaskiej. W październiku 2024 w Parku Krajobrazowym Puszczy Rominckiej odnotowano kolejnego osobnika tego gatunku. Pomimo że nie ma powszechnie przyjętego wyjaśnienia ekspansywności populacji szakala w Europie, przyjmuje się, że wpływ na nią ma zmiana klimatu i zmiana użytkowania terenu.
Zgodnie z rozporządzeniem Ministra Środowiska z 31 lipca 2017 r., w Polsce od 1 sierpnia 2019 r. można polować na szakala złocistego.

## Charakterystyka
Szakal ma złote, krótkie, szorstkie futro. Zakres jego barwy jest pomiędzy złotym a jasnożółtym kolorem, przechodzącym w kolor brązowy na końcach kończyn.
Czaszka szakala złocistego jest podobna w kształcie bardziej do czaszki kojota i wilka szarego niż do czaszek innych szakali. Samice oznaczają swój rejon za pomocą gruczołów zapachowych. Gruczoły te znajdują się na pysku i odbycie w pobliżu narządów płciowych.
Szakal złocisty osiąga przeciętnie 70–105 cm długości, z kolei długość ogona 25 cm. Wysokość mieści się w granicach 38–50 cm w kłębie. Samce ważą 7–15 kg przeciętnie 15% większe od samic. Żyje 7-9 lat na wolności, ale może dożyć nawet 16 lat w niewoli.

## Rozród
Szakale są zwierzętami monogamicznymi. Samice łączą się tylko z jednym partnerem na całe życie. Żyją w grupach rodzinnych, w których obok pary rodzicielskiej i ich młodocianego potomstwa jest kilka dorosłych osobników, starszych synów, córek lub obcych zaadoptowanych osobników, zwanych asystentami.
Ciąża trwa 63 dni. Gniazda lęgowe budują w jaskiniach, gdzie na świat przychodzi od 2 do 4 szczeniaków ważących od 200 do 240 gramów. Po urodzeniu są ślepe, a oczy otwierają się im po dziesięciu dniach. Matka karmi je przez 3 miesiące. Potem młode przyłączają się do stada, gdzie uczą się dorosłego życia.

## Podgatunki
Wyróżnia się siedem podgatunków szakala złocistego:
- C. aureus aureus Linnaeus, 1758
- C. aureus cruesemanni Matschie, 1900
- C. aureus ecsedensis Kretzoi, 1947
- C. aureus indicus Hodgson, 1833
- C. aureus moreotica I. Geoffroy Saint-Hilaire, 1835
- C. aureus naria Wroughton, 1916
- C. aureus syriacus Hemprich & Ehrenberg, 1833